# 세작, 매혹된 자들
《세작, 매혹된 자들》은 2024년 1월 21일부터 2024년 3월 3일까지 방송된 tvN 토일 드라마다.

## 기획 의도
"사랑할 땐 살기를 바라고, 미워할 땐 죽기를 바라는, 그 변덕스러운 모순!" 높은 자리에 있지만 마음은 비천한 임금 이인과 그를 무너뜨리기 위해 세작(첩자)이 된 여인의 잔혹한 운명을 그린 이야기

## 제작진

### 제작사
- 스튜디오드래곤
- 씨제스 스튜디오

### 제작
- 백창주

### 극본
- 김선덕 : KBS 2TV KBS 드라마 스페셜 《미련》(집필), KBS 1TV 대하 드라마 《대왕의 꿈》(공동 집필), tvN 월화 드라마 《왕이 된 남자》(공동 집필) 집필

### 연출
- 조남국 : MBC 일요 아침 드라마 《사랑을 예약하세요》(조연출), SBS 드라마 《그 가을의 편지》(조연출), SBS 일요 아침 드라마 《까치네》(공동 연출), SBS 수목 드라마 《8월의 신부》(공동 연출), SBS 일요 아침 드라마 《좋아 좋아》(공동 연출), SBS 《SBS 오픈드라마 남과여》(공동 연출), SBS 아침 드라마 《이브의 화원》(연출), SBS 수목 드라마 《홍콩 익스프레스》(연출), SBS 아침 드라마 《들꽃》(조연출), SBS 추석 특집 드라마 《내 사랑 달자씨》(연출), SBS 수목 드라마 《완벽한 이웃을 만나는 법》(연출), SBS 주말 드라마 《유리의 성》(연출), SBS 주말 드라마 《사랑은 아무나 하나》(공동 연출), SBS 주말 드라마 《이웃집 웬수》(연출), SBS 월화 드라마 《추적자 THE CHASER》(연출), SBS 월화 드라마 《황금의 제국》(연출), JTBC 금토 드라마 《라스트》(연출), JTBC 금토 드라마 《판타스틱》(연출), JTBC 금토 드라마 《언터처블》(연출), JTBC 월화 드라마 《모범형사》(연출) 연출

## 등장 인물
(†) 표시는 드라마 상에서 최종적으로 사망한 인물이다.

### 주요 인물
- 조정석 : 이인[1] 역 - 조선의 임금, 왕자시절 봉호 진한대군. 바둑천재.
- 신세경 : 강희수 / 강몽우 역 - 강항순의 딸, 내기바둑꾼. 세작.
- 이신영 : 김명하 역 - 외척 김종배의 아들, 문성대군의 사촌형.

### 중요 등장인물
- 최대훈 : 이선 역(†) - 이인의 이복형, 조선의 임금.
- 이규회 : 박종환 역(†) - 완주부원군, 영중추부사. 왕대비 박씨의 오라비. 계략의 일인자. 처세술의 달인.
- 양경원 : 유현보 역 - 예조좌랑, 김종배의 수하. 홍장의 오라비.
- 조성하 : 김종배 역(†) - 병조판서, 김명하의 아버지. 중전 김씨의 오라비.
- 손현주 : 강항순 역 - 영의정, 강희수의 아버지. 이인의 스승.

### 이인의 사람들
- 강홍석 : 주상화 역 - 이인의 호위무관, 별군직 행수(行首우두머리).
- 박예영 : 동상궁 역(†) - 이인의 지밀상궁
- 한정호 : 지남규 역 - 내의원 의관
- 김기남 : 김 내관 역 - 대전 내관

### 세작 세력: 강희수의 사람들
- 나현우 : 추달하 역 - 전직 무관, 세작. 반촌 백정. 희수의 조력자.
- 송상은 : 자근년 역 - 희수의 친구이자 몸종
- 한동희 : 홍장 역(†) - 기녀, 희수의 친구. 유현보의 누이.
- 정석용 : 세동 역 - 반촌 갖바치, 세작.
- 고수희 : 점이네 역 - 세동의 처, 세작.
- 김보윤 : 분영 역 - 궁궐 색장나인, 세작.
- 이윤희 : 초암 김제남 역 - 한때 조정의 신료, 강항순의 오랜 친구.

### 왕실 사람들
- 장영남 : 왕대비 박씨 역 - 선대왕의 계비, 이인의 친모. 종환의 누이.
- 안세은 : 장령공주 역 - 선왕 이선의 장녀, 이인의 조카. 명하의 사촌.
- 최예찬 : 문성대군 역 - 선왕 이선의 아들, 이인의 조카. 명하의 사촌.
- 하서윤 : 중전 오씨 역(†) - 이인의 처, 중전. 오욱환의 딸.
- 전수지 : 한 상궁 역 - 왕대비전 상궁, 이인의 어머니 박씨가 중전이 되었을 때부터 함께 한 상궁.

### 조정 신료들
- 엄효섭 : 오욱환 역 - 여흥부원군, 중전 오씨의 아버지. 타고난 소인배, 하늘이 낸 자린고비라고 불린다.
- 백석광 : 민지환 역 - 종환의 오른팔, 병조판서.
- 김서하 : 민상효 역 - 명하의 친구, 지환의 아우. 형 지환과 달리 세상사에 큰 욕심이 없는 호인.
- 조재룡 : 정제표 역 - 청나라의 관리, 통사(通事 통역관). 조선의 노비 출신.

### 기타 인물
- 안시하 : 중전 김씨 - 이선의 처.
- 미상 : 나졸 역
- 미상 : 한동희 역
- 미상 : 청 사신 역
- 원태산 : 청 예친왕 역(†)
- 김유진 : 의녀 역
- 정의욱 : 도승지 역
- 이윤건 : 좌상 역
- 신우철

### 특별출연
- 김효진 : 자운영 역 (8회)

## 시청률
최저 시청률과 최고 시청률은 시청률 조사회사와 지역별로 시청률에 차이가 있을 수 있습니다.
| 2024년 | 2024년   | 2024년         | 2024년       |
| 회차   | 방송일   | AGB 시청률     | AGB 시청률   |
| 회차   | 방송일   | 대한민국(전국) | 서울(수도권) |
| ------ | -------- | -------------- | ------------ |
| 제1회  | 1월 21일 | 3.977%         | 4.077%       |
| 제2회  | 1월 21일 | 3.089%         | 3.224%       |
| 제3회  | 1월 27일 | 3.286%         | 3.550%       |
| 제4회  | 1월 28일 | 6.016%         | 5.968%       |
| 제5회  | 2월 3일  | 3.868%         | -            |
| 제6회  | 2월 4일  | 5.461%         | 5.350%       |
| 제7회  | 2월 9일  | 4.162%         | 4.573%       |
| 제8회  | 2월 10일 | 4.733%         | 4.863%       |
| 제9회  | 2월 11일 | 6.369%         | 6.290%       |
| 제10회 | 2월 11일 | 6.703%         | 6.792%       |
| 제11회 | 2월 17일 | 4.100%         | 4.240%       |
| 제12회 | 2월 18일 | 5.938%         | 5.837%       |
| 제13회 | 2월 24일 | 4.942%         | 5.272%       |
| 제14회 | 2월 25일 | 6.675%         | 7.082%       |
| 제15회 | 3월 2일  | 5.609%         | 6.030%       |
| 제16회 | 3월 3일  | 7.763%         | 7.915%       |

## 편성 변경
- 2024년 1월 21일 : 1,2회 연속 편성.
- 2024년 2월 9일, 2월 10일, 2월 11일 : 설 연휴 금토일 특별 편성으로, 7회는 금요일, 8회는 토요일, 9회와 10회는 일요일에 연속 방영.

## 참고 사항
- 최대훈, 손현주는 JTBC 월화 드라마 《모범형사》, JTBC 토일 드라마 《모범형사 2》 이후 세 번째로 재회하여 캐스팅 되었다.
- 손현주, 정석용은 영화 《봄날》 이후 2년 만에 재회하여 캐스팅 되었다.
- 신세경, 정석용은 tvN 토일 드라마 《아라문의 검》 이후 4개월 만에 재회하여 캐스팅 되었다.